# Olympische Jugend-Sommerspiele 2014/Teilnehmer (Schweden)
| Gelbes Symbol für Goldmedaillen mit stilisierten Olympischen Ringen | Graues Symbol für Silbermedaillen mit stilisierten Olympischen Ringen | Braundes Symbol für Bronzemedaillen mit stilisierten Olympischen Ringen |
| ------------------------------------------------------------------- | --------------------------------------------------------------------- | ----------------------------------------------------------------------- |
| 1                                                                   | 2                                                                     | 3                                                                       |

Die Jugend-Olympiamannschaft aus Schweden für die II. Olympischen Jugend-Sommerspiele vom 16. bis 28. August 2014 in Nanjing (Volksrepublik China) bestand aus 33 Athleten.
Fahnenträgerin bei der Eröffnungsfeier war die Handballerin Emma Rask, die mit ihrer Mannschaft die Bronzemedaille gewann. Der einzige Goldgewinn gelang den Golfern Marcus Kinhult und Linnea Ström im Team, Kinhult konnte zudem im Einzel Silber gewinnen. Die Boxerin Agnes Alexiusson gewann Bronze in der Klasse bis 60 Kilogramm. Darüber hinaus gelang zwei Degenfechtern der Sprung aufs Siegerpodest: Linus Islas Flygare gewann Silber, Åsa Linde Bronze. Außerdem gewannen beide Bronze im gemischten Teamwettbewerb, Reiter Filip Ågren gewann im Team sogar die Goldmedaille. Diese Medaillen flossen jedoch nicht in den offiziellen Medaillenspiegel ein.

## Athleten nach Sportarten

### Boxen
Mädchen
- Agnes Alexiusson
Klasse bis 60 kg: Bronze

### Fechten
| Mädchen - Åsa Linde Degen Einzel: Bronze Mixed: Bronze (im Team Europa 2) | Jungen - Linus Islas Flygare Degen Einzel: Silber Mixed: Bronze (im Team Europa 2) |

### Golf
| Mädchen - Linnea Ström Einzel: 12. Platz Mixed: Gold | Jungen - Marcus Kinhult Einzel: Silber Mixed: Gold |

### Handball
Mädchen
- Bronze
- Kader
Joumana Chaddad
Thess Krönell
Emma Ekenman-Fernis
Albana Arifi
Sofia Hvenfelt
Emma Lindqvist
Julia Bardis
Lina Wessberg
Olivia Mellegård
Anna Johansson
Hanna Blomstrand
Isabella Mouratidou
Julia Sandell
Emma Rask

### Judo
Mädchen
- Nellie Einstein
Klasse bis 52 kg: 11. Platz
Mixed: 9. Platz (im Team Yamashita)

### Reiten
- Filip Ågren
Springen Einzel: Rückzug vor 2. Runde
Springen Mannschaft: Gold  (im Team Europa)

### Schwimmen
| Mädchen - Jessica Billquist 50 m Brust: 13. Platz (Halbfinale) 100 m Brust: 17. Platz (Vorrunde) - Sophie Hansson 50 m Brust: 5. Platz 100 m Brust: 11. Platz (Halbfinale) 4 × 100 m Lagen Mixed: 14. Platz (Vorrunde) - Jaqueline Hippi 100 m Freistil: 20. Platz (Vorrunde) 200 m Freistil: 26. Platz (Vorrunde) 200 m Lagen: 17. Platz (Vorrunde) 4 × 100 m Lagen Mixed: 14. Platz (Vorrunde) - Sara Wallberg 200 m Brust: 9. Platz (Vorrunde) | Jungen - Isak Eliasson 50 m Freistil: 15. Platz (Halbfinale) 100 m Freistil: 24. Platz (Vorrunde) 4 × 100 m Lagen Mixed: 14. Platz (Vorrunde) - Petter Fredriksson 50 m Rücken: 13. Platz (Halbfinale) 100 m Rücken: 15. Platz (Halbfinale) 200 m Rücken: 21. Platz (Vorrunde) 4 × 100 m Lagen Mixed: 14. Platz (Vorrunde) |

### Segeln
Jungen
- Arvid Nordquist
Byte CII: 16. Platz

### Taekwondo
Mädchen
- Patricia Striner
Klasse bis 49 kg: 9. Platz

### Tennis
Jungen
- Daniel Appelgren
Einzel: 1. Runde
Doppel: Achtelfinale (mit Petar Čonkić  Serbien)
Mixed: 1. Runde (mit Jeļena Ostapenko  Lettland)

### Tischtennis
Jungen
- Elias Ranefur
Einzel: 17. Platz
Mixed: 5. Platz (mit Nicole Trosman  Israel)

### Turnen
Jungen
- Kim Wanström
Einzelmehrkampf: 22. Platz (Qualifikation)

### Wasserspringen
Mädchen
- Veronica Lindahl
Kunstspringen 3 m: 11. Platz
Mixed: 9. Platz (mit Yang Hao  Volksrepublik China)